# Гравитационная дифференциация
Гравитационная дифференциация – разделение неоднородного магматического расплава под влиянием гравитационных сил, сопровождающееся выделением энергии. Гравитационная дифференциация служит источником внутренней тепловой энергии Земли, планет и звёзд. 

## Описание процесса
Суть гравитационной дифференциации заключается в том, что под воздействием гравитации более тяжёлые химические элементы и соединения постепенно опускаются вниз, к центру тела (звезды или планеты), а более лёгкие при этом поднимаются вверх, к его поверхности. 
К примеру, в момент образования Земли элементы, из которых она состояла (преимущественно соединения кремния и железа), были полностью перемешаны друг с другом; их температура была сравнительно невелика. Со временем под действием гравитационных сил более лёгкие соединения кремния стали подниматься к поверхности Земли, а более тяжёлое железо и его соединения — опускаться в направлении ядра. Это сопровождалось выделением большого количества энергии (в виде тепла), что привело со временем к разогреву недр планеты. Процесс гравитационной дифференциации продолжается на Земле до сих пор. По мнению некоторых учёных, он может служить одним из источников её теплового поля.
Те же процессы наблюдаются и на других космических телах (например, звёздах и планетах).  
Гравитационная дифференциация связана с давлением и силой тяжести. Силы тяжести достигают максимума при определённом значении радиуса планеты, а не в её центре, как давление. Неустойчивость и конвекция вещества связана также с изменением его температуры, с конденсацией при охлаждении и диссоциацией (изменением числа частиц).
На Солнце этот процесс выражается в ионизации водорода и гелия (что также наблюдается у тяжёлых звёзд), на Земле — конденсацией паров воды в облаках. За счёт рекомбинации и конденсации сверху оказывается более тяжёлое вещество (это сопровождается электрическими явлениями, обусловленными связью ионов разного знака с частицами разной массы).